# Álamos talados
Álamos talados  es una película filmada en colores de Argentina dirigida por Catrano Catrani sobre el guion de Abelardo Arias y Antonio Di Benedetto según la novela de Abelardo Arias que se estrenó el 5 de mayo de 1960 y que tuvo como protagonistas a José Luis Suárez, Lilian Araya y Ubaldo Martínez.Fue filmada en San Rafael, provincia de Mendoza.

## Sinopsis
Un idealizado amor juvenil en unas vacaciones mendocinas.

## Reparto
| Actor                | Personaje |
| -------------------- | --------- |
| José Luis Suárez     |           |
| Lilian Araya         |           |
| Ubaldo Martínez      |           |
| Emilio Guevara       |           |
| María Isabel Alberdi |           |
| Pepita Meliá         |           |
| Aldo Braga           |           |
| Dora Norby           |           |

## Comentarios
Manrupe y Portela escriben:

”José Luis Suárez se había hecho famoso contestando sobre la vida de Beethoven en un programa televisivo de preguntas y respuestas y silbando las obras musicales de los grandes de la música clásica. Esta película no se hizo precisamente famosa pero hay mucha música clásica con decorados campestres.”